# Altes Zollhaus (Glasgow)

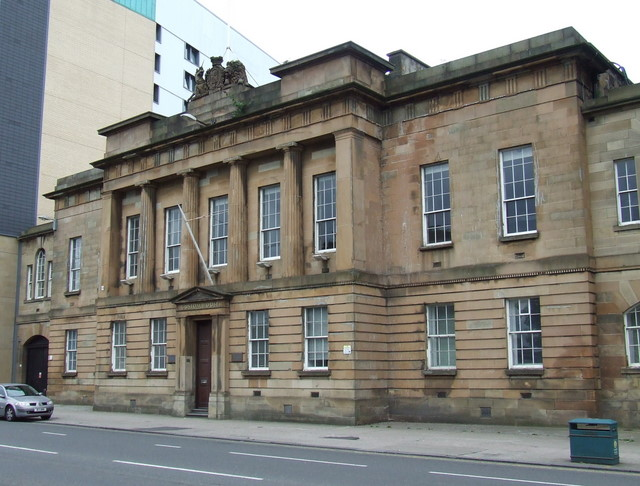
Altes Zollhaus von Glasgow

Das Alte Zollhaus von Glasgow befindet sich am rechten Clyde-Ufer in der schottischen Stadt Glasgow. 1970 wurde das Bauwerk in die schottischen Denkmallisten in der höchsten Denkmalkategorie A aufgenommen.

## Geschichte
Das Gebäude wurde im Jahr 1840 nach einem Entwurf des irischstämmigen Zollbeamten und Architekten John Taylor erbaut, der auch das Zollhaus in Dundee entwarf. Vor 1873 wurde der Innenraum durch das Brüderpaar Alexander und George Thomson überarbeitet. 2007 wurde das inzwischen leerstehende Gebäude in das Register gefährdeter denkmalgeschützter Bauwerke in Schottland aufgenommen. Sein Zustand wurde 2014 jedoch als verhältnismäßig gut bei gleichzeitig geringer Gefährdung eingestuft.

## Beschreibung
Das Alte Zollhaus steht in der 298–306, Clyde Street, die hier das rechte Ufer des Clyde bildet, am Südrand des Glasgower Zentrums. Das zweistöckige Gebäude ist im Greek-Revival-Stil ausgestaltet. Die südexponierte Hauptfassade ist neun Achsen weit. Im Bereich des Erdgeschosses ist das Mauerwerk rustiziert. Das Eingangsportal findet sich zentral am fünf Achsen weiten Mittelrisalit. Es ist mit Verdachung und flankierenden Pilastern gestaltet. Entlang des Obergeschosses ziehen sich dorische Säulen. Die Fassade schließt mit Triglyphenfries und schlichtem Kranzgesimse. Mittig sitzt ein skulpturiertes Wappen auf. Der schmale Anbau links mit venezianischem Fenster wurde später hinzugefügt.